# مشية للذكرى (رواية)
نزهة للذكرى هي رواية نيكولاس سباركس الكاتب الأمريكي، الذي صدر روايته في أكتوبر 1999، وأحداثها تدور في منتصف 1950 في بوفورت، كارولاينا الشمالية، والقصة هي لاثنين من المراهقين الذين يقعان في حب أحدهما الآخر على الرغم من التفاوت في شخصيتهما. ويتم تكييف نزهة للذكرى في الفيلم الذي يحمل نفس الاسم.

## الكاتب
كتب سباركس نص نزهة للذكرى، وهي تعد روايته الثالثة، في صيف عام 1998. وقال انه كتبها في ولاية كارولينا الشمالية، حيث انها تعد مكان الإعداد للرواية. مثل أول رواية له نشرت دفتر الملاحظات، واتخذ لقب نزهة للذكرى من أحد العناوين الفرعية للرواية: «في كل طريق، هو نزهة للذكرى» الرواية كتبت بضمير المتكلم، والراوي صبي في السابعة عشر من عمره يعيش في خمسينيات القرن الماضي.
الرواية مستوحاة من شقيقة سباركس '، دانيال سباركس لويس، التي توفيت لاحقاً بمرض السرطان في يونيو 2000. على الرغم من أن القصة خيالية إلى حد كبير، إلا أن بعض الأجزاء استندت إلى تجارب حقيقية. على سبيل المثال، لم تكن أخته، تماما مثل جيمي، تحظى بشعبية في المدرسة كما وترتدي دائماً سترة قبيحة. وتماماً كما هو الحال مع جيمي، كانت دائماً تحمل الكتاب المقدس معها أينما ذهبت، ومثل لاندون وجيمي.لم يخطر ببال أحد منذ ألف عام أن شخصاً ما قد يقع في حبها. تقدّم زوج أخته بالزواج منها على الرغم من مرضها. وبعد وفاتها، قال سباركس في خطاب التأبين: «... أعتقد أنني لم أكتب الرواية فقط لتتمكّنوا من التعرف على شقيقتي، وإنما كي يتسنى لكم معرفة جمال وروعة ما فعله زوجها لها ذات مرة».
تبدأ القصة بمقدمة من لاندون كارتر في سن 57. [6] ما تبقى من القصة يحدث عندما كان لاندون يبلغ من العمر 17 عامًا في المدرسة الثانوية. [7] يعيش لاندون في بلدة بوفورت الدينية الصغيرة بولاية نورث كارولينا. والده عضو كونغرس لطيف وذو كاريزما.
حيث ان والده لم يكن حوله كثيراً، كما انه يعيش في العاصمة واشنطن. وبسبب ذلك أصبح لاندون أكثر عزلة مما أدى إلى بعض التوتر في علاقتهما ببعض. والده يضغط عليه ليقوم بترشيح نفسه للرئاسة الصف. أفضل صديق له هو إيريك هنتر، وهو الصبي الأكثر شعبية في المدرسة، ويساعد لاندون كثيراً. ولدهشته فاز لاندون في الانتخابات. وبصفته رئيساً للهيئة الطلابية، يتعين على لاندون حضور الحفل الراقص في المدرسة، وقام بدعوة الكثير من الفتيات ولكنهم لم يكونوا متاحين له. في تلك الليلة، وقال انه سيقوم بالبحث له على رفيقه من خلال الكتاب السنوي له. وقام لاندون باختيار فتاة تدعى جيمي وهي ابنة سوليفان هيبيغرت ومن هنا تبدأ الأحداث بسبب اختلاف الشخصيات.

## الشخصيات
- جيمي سوليفان ابنة محترم الكنيسة الشقيفه سوليفان هيبغرت.
- لاندون كارتر ابن لعائلة غنيه.
- سوليفان هيبغرت هو والد جيمي وهو المحترم لكنيسة الشقيف. قد توفت زوجتة بوقت قصيرر من ولادة ابنته الوحيدة. قام بكتابة المسرحية المحلية ملاك عيد الميلاد . وهو أيضاً لايحب والد لاندون كثيراً بسبب اختياراته.
- السيدة كارتر وهي والدة لاندون وهي سيده لطيفه.
- السيد كارتر والد لاندون وهو عضو في الكونغروس في ولاية كارولاينا الشمالية.
- انجيلا كلارك وهي الصديقه الحميمه السابقة الأولى لاندون، ثم قامت بمواعدة ليو.
- كاري دينيسون وهو امين الصندوق في المدرسة الثانوية.
- ليو هو الصديق الحميم لانجيلا كلارك الصديقه الحميمه السابقة للاندون.
- السيده غاربر وهي معلمة الدراما في المدرسة.
- ايريك هانتر وهو أفضل صديق للاندون.
- ايدي جونز لم يكن محبوباً في قسم الدراما.